# Saint-Pierre-Toirac
Saint-Pierre-Toirac è un comune francese di 146 abitanti situato nel dipartimento del Lot nella regione dell'Occitania.

## Società

### Evoluzione demografica
Abitanti censiti